# HV Kerkrade
HV Kerkrade (afgekort: HVK) was een Nederlandse handbalvereniging uit Kerkrade. De club werd opgericht op 5 september 1942 en was hierdoor een van de oudste Limburgse handbalverenigingen.
Aan het einde van de zeventiger jaren en het begin van de tachtiger jaren kende de herenkant van de vereniging een topperiode. Het eerste herenteam speelde mee in de top van de tweede divisie en veel talentvolle jonge spelers werden opgemerkt door Sittardia en V&L. Toendertijd bedroeg het ledenaantal van de vereniging 300 leden, echter daalde het ledenaantal in de verdere jaren. Het karakter van de vereniging werd naarmate de jaren verstreken steeds recreatiever. Uiteindelijk was de vereniging in de periode 2010-2019 zo gekrompen in ledenaantal dat de vereniging de facto opgeheven is.